# 1. Bundesliga 1969-70
La 1. Bundesliga 1969/70 fue la séptima edición de la Fußball-Bundesliga, primera división de Alemania Federal. Comenzó el 16 de agosto de 1969 y terminó el 7 de junio de 1970. Borussia Mönchengladbach se consagró campeón por primera vez en su historia.
El máximo goleador fue Gerd Müller del Bayern Múnich con 38 goles.

## Equipos participantes
| Equipo                   | Ciudad             | Estadio                          | Capacidad |
| ------------------------ | ------------------ | -------------------------------- | --------- |
| Alemannia Aachen         | Aquisgrán          | Tivoli Stadion                   | 30.000    |
| Bayern de Múnich         | Múnich             | Stadion an der Grünwalder Straße | 44.300    |
| Borussia Dortmund        | Dortmund           | Rote Erde                        | 30.000    |
| Borussia Mönchengladbach | Mönchengladbach    | Bökelbergstadion                 | 34.500    |
| FC Colonia               | Colonia            | Müngersdorfer Stadion            | 76.000    |
| MSV Duisburgo            | Duisburgo          | Wedaustadion                     | 38.500    |
| Eintracht Braunschweig   | Braunschweig       | Eintracht-Stadion                | 38.000    |
| Eintracht Frankfurt      | Frankfurt del Main | Waldstadion                      | 87.000    |
| Hamburgo SV              | Hamburgo           | Volksparkstadion                 | 80.000    |
| Hannover 96              | Hannover           | Niedersachsenstadion             | 86.000    |
| Hertha Berlín            | Berlín             | Olympiastadion                   | 100.000   |
| 1. FC Kaiserslautern     | Kaiserslautern     | Stadion Betzenberg               | 42.000    |
| TSV 1860 Múnich          | Múnich             | Stadion an der Grünwalder Straße | 44.300    |
| Rot-Weiss Essen          | Essen              | Georg-Melches-Stadion            | 40.000    |
| Rot-Weiß Oberhausen      | Oberhausen         | Niederrheinstadion               | 30.000    |
| FC Schalke 04            | Gelsenkirchen      | Glückauf-Kampfbahn               | 35.000    |
| VfB Stuttgart            | Stuttgart          | Neckarstadion                    | 53.000    |
| Werder Bremen            | Bremen             | Weserstadion                     | 32.000    |

### Relevos
| Pos  | Descendidos de 1. Bundesliga |
| ---- | ---------------------------- |
| 17.º | 1. FC Núremberg              |
| 18.º | Kickers Offenbach            |

| Pos       | Ascendidos de Regionalliga |
| --------- | -------------------------- |
| 1.º Oeste | Rot-Weiß Oberhausen        |
| 2.º Oeste | Rot-Weiß Essen             |

## Clasificación
| Pos. | Equipo                       | Pts. | PJ | G  | E  | P  | GF | GC | Dif. | Clasificación                                                    |
| ---- | ---------------------------- | ---- | -- | -- | -- | -- | -- | -- | ---- | ---------------------------------------------------------------- |
| 1    | Borussia Mönchengladbach (C) | 51   | 34 | 23 | 5  | 6  | 71 | 29 | +42  | Clasificado a la primera ronda de la Copa de Campeones de Europa |
| 2    | Bayern de Múnich             | 47   | 34 | 21 | 5  | 8  | 88 | 37 | +51  | Clasificado a la primera ronda de la Copa de Ferias              |
| 3    | Hertha Berlín                | 45   | 34 | 20 | 5  | 9  | 67 | 41 | +26  | Clasificado a la primera ronda de la Copa de Ferias              |
| 4    | FC Colonia                   | 43   | 34 | 20 | 3  | 11 | 83 | 38 | +45  | Clasificado a la primera ronda de la Copa de Ferias              |
| 5    | Borussia Dortmund            | 36   | 34 | 14 | 8  | 12 | 60 | 67 | −7   |                                                                  |
| 6    | Hamburgo SV                  | 35   | 34 | 12 | 11 | 11 | 57 | 54 | +3   | Clasificado a la primera ronda de la Copa de Ferias              |
| 7    | VfB Stuttgart                | 35   | 34 | 14 | 7  | 13 | 59 | 62 | −3   |                                                                  |
| 8    | Eintracht Frankfurt          | 34   | 34 | 12 | 10 | 12 | 54 | 54 | 0    |                                                                  |
| 9    | FC Schalke 04                | 34   | 34 | 11 | 12 | 11 | 43 | 54 | −11  |                                                                  |
| 10   | 1. FC Kaiserslautern         | 32   | 34 | 10 | 12 | 12 | 44 | 55 | −11  |                                                                  |
| 11   | Werder Bremen                | 31   | 34 | 10 | 11 | 13 | 38 | 47 | −9   |                                                                  |
| 12   | Rot-Weiß Essen               | 31   | 34 | 8  | 15 | 11 | 41 | 54 | −13  |                                                                  |
| 13   | Hannover 96                  | 30   | 34 | 11 | 8  | 15 | 49 | 61 | −12  |                                                                  |
| 14   | Rot-Weiß Oberhausen          | 29   | 34 | 11 | 7  | 16 | 50 | 62 | −12  |                                                                  |
| 15   | MSV Duisburgo                | 29   | 34 | 9  | 11 | 14 | 35 | 48 | −13  |                                                                  |
| 16   | Eintracht Braunschweig       | 28   | 34 | 9  | 10 | 15 | 40 | 49 | −9   |                                                                  |
| 17   | TSV 1860 Múnich (D)          | 25   | 34 | 9  | 7  | 18 | 41 | 56 | −15  | Descenso a la Regionalliga                                       |
| 18   | Alemannia Aachen (D)         | 17   | 34 | 5  | 7  | 22 | 31 | 83 | −52  | Descenso a la Regionalliga                                       |

 Fuente: BDFutbol
|                                            |
| Campeón Borussia Mönchengladbach 1° título |

## Resultados
| Local \ Visitante        | ALE | BAY | BOD | BOM | COL | DUI | EBR | EFR | HAM | HAN | HER | KAI | RWE | RWO | SCH | STU | TSV | WER |
| ------------------------ | --- | --- | --- | --- | --- | --- | --- | --- | --- | --- | --- | --- | --- | --- | --- | --- | --- | --- |
| Alemannia Aachen         | —   | 1–3 | 3–1 | 0–3 | 1–3 | 3–2 | 1–1 | 2–1 | 0–2 | 1–1 | 2–4 | 1–1 | 0–0 | 2–0 | 1–2 | 4–2 | 0–0 | 0–0 |
| Bayern de Múnich         | 6–0 | —   | 3–0 | 1–0 | 1–2 | 2–0 | 5–1 | 2–1 | 2–1 | 7–2 | 1–2 | 1–1 | 4–0 | 6–2 | 6–0 | 1–2 | 2–0 | 4–1 |
| Borussia Dortmund        | 3–1 | 1–3 | —   | 2–1 | 1–0 | 3–1 | 2–2 | 2–1 | 2–1 | 2–1 | 0–0 | 5–1 | 4–1 | 3–2 | 1–1 | 0–0 | 3–1 | 2–1 |
| Borussia Mönchengladbach | 5–1 | 2–1 | 4–2 | —   | 2–0 | 4–1 | 1–0 | 1–2 | 4–3 | 5–0 | 1–1 | 1–1 | 2–1 | 6–1 | 2–0 | 3–0 | 3–1 | 1–0 |
| FC Colonia               | 3–0 | 0–2 | 5–2 | 0–1 | —   | 6–2 | 3–2 | 1–2 | 3–0 | 5–0 | 5–1 | 6–1 | 5–2 | 0–1 | 8–0 | 3–1 | 2–1 | 3–0 |
| MSV Duisburgo            | 2–1 | 4–2 | 0–1 | 0–1 | 1–1 | —   | 1–0 | 1–1 | 0–0 | 1–0 | 1–3 | 0–0 | 0–1 | 2–1 | 2–0 | 1–1 | 2–1 | 1–1 |
| Eintracht Braunschweig   | 3–0 | 0–4 | 1–1 | 0–1 | 1–2 | 2–1 | —   | 3–1 | 3–0 | 1–1 | 1–2 | 1–0 | 0–0 | 0–4 | 3–0 | 1–0 | 2–2 | 1–2 |
| Eintracht Frankfurt      | 6–2 | 2–1 | 2–0 | 1–2 | 0–0 | 0–1 | 0–0 | —   | 2–2 | 3–3 | 1–1 | 2–1 | 2–1 | 5–1 | 2–1 | 4–0 | 4–3 | 2–1 |
| Hamburgo SV              | 4–1 | 1–3 | 4–3 | 1–3 | 2–5 | 4–1 | 3–3 | 5–1 | —   | 2–0 | 1–0 | 2–1 | 1–0 | 2–1 | 1–1 | 1–3 | 0–1 | 2–2 |
| Hannover 96              | 5–0 | 0–1 | 4–2 | 1–0 | 3–4 | 0–0 | 0–2 | 1–1 | 1–1 | —   | 2–1 | 4–2 | 3–0 | 2–1 | 3–1 | 2–0 | 3–1 | 3–2 |
| Hertha Berlín            | 2–1 | 0–4 | 9–1 | 1–1 | 1–0 | 1–0 | 2–0 | 2–0 | 1–0 | 1–1 | —   | 3–0 | 4–0 | 1–0 | 3–0 | 3–1 | 4–2 | 4–1 |
| 1. FC Kaiserslautern     | 3–1 | 0–0 | 2–2 | 1–4 | 3–2 | 0–2 | 2–0 | 2–0 | 1–1 | 5–2 | 1–0 | —   | 0–0 | 0–0 | 1–1 | 3–2 | 3–2 | 1–0 |
| Rot-Weiß Essen           | 2–0 | 1–1 | 3–3 | 1–0 | 0–0 | 0–0 | 1–1 | 1–1 | 2–2 | 1–0 | 5–2 | 1–1 | —   | 1–0 | 1–1 | 3–3 | 3–0 | 3–2 |
| Rot-Weiß Oberhausen      | 1–0 | 3–3 | 2–1 | 3–4 | 0–2 | 2–0 | 2–1 | 3–1 | 1–3 | 0–0 | 3–1 | 0–0 | 1–1 | —   | 0–3 | 3–0 | 3–0 | 3–1 |
| FC Schalke 04            | 3–0 | 2–2 | 1–1 | 2–0 | 1–0 | 0–0 | 1–1 | 0–0 | 1–1 | 2–0 | 1–3 | 4–2 | 5–3 | 2–2 | —   | 1–2 | 3–1 | 0–0 |
| VfB Stuttgart            | 5–0 | 2–3 | 2–1 | 0–0 | 0–3 | 4–3 | 3–2 | 4–0 | 1–1 | 2–1 | 1–4 | 2–1 | 4–1 | 4–2 | 2–0 | —   | 3–1 | 1–1 |
| TSV 1860 Múnich          | 0–0 | 2–1 | 3–0 | 0–3 | 1–0 | 2–2 | 1–0 | 1–1 | 0–2 | 3–0 | 2–0 | 0–1 | 0–0 | 4–1 | 0–2 | 4–1 | —   | 0–1 |
| Werder Bremen            | 4–1 | 1–0 | 1–3 | 0–0 | 2–1 | 0–0 | 0–1 | 3–2 | 1–1 | 1–0 | 1–0 | 3–2 | 2–1 | 1–1 | 0–1 | 1–1 | 1–1 | —   |

## Máximos goleadores
| Pos. | Jugador        | Equipo                   | Goles |
| ---- | -------------- | ------------------------ | ----- |
| 1    | Gerd Müller    | Bayern Múnich            | 38    |
| 2    | Werner Weist   | Borussia Dortmund        | 20    |
| 3    | Klaus Fischer  | TSV 1860 Múnich          | 19    |
| 3    | Herbert Laumen | Borussia Mönchengladbach | 19    |
| 3    | Hannes Löhr    | Colonia                  | 19    |